# Gila River Indian Reservation

Lage der Gila River Indian Reservation im Pinal County

Die Gila River Indian Reservation ist ein Indianerreservat im US-Bundesstaat Arizona im Gebiet des Gila River. Es liegt im Süden von Phoenix, Tempe und Chandler. In dem Reservat leben 14.000 Einwohner auf 1.505 km². Das Reservat wurde 1859 errichtet und 1939 offiziell als solches anerkannt.
Die Gila River Indian Reservation wird von zwei sprachlich unterschiedlichen, jedoch kulturell ähnlichen, Stämmen bewohnt: den zu den Fluss-Yuma zählenden Maricopa, die sich selbst Pee-Posh – ‚Menschen’ oder ‚Volk’ nennen, sowie den Keli Akimel O’Odham (Eigenbezeichnung Keli Akimel Au-Authm – ‚Volk, das entlang des Gila River lebt’), einer Untergruppe der Akimel O’Odham.
Im Inneren des Reservats liegt das Hohokam Pima National Monument, ein National Monument, das die Siedlung Snaketown der prähistorischen Hohokam-Kultur bewahrt. Es ist für die Öffentlichkeit nicht zugänglich.